# Dominique Steichen
Dominique Steichen (* 24. Juni 1898; † 11. Februar 1971) war ein luxemburgischer Politiker und Arbeiter. Er war Arbeiter und Lokführer im Steinforter Hüttenwerk und dort auch als Gewerkschaftssekretär tätig.
1945 war er Mitglied des Assemblée consultative und ab November 1946 bis 1970 Bürgermeister von Steinfort. 1951 wurde er in die Luxemburger Abgeordnetenkammer (Luxemburger Parlament, Chambre des Députés) gewählt und gehörte dieser bis 1969 an.